# Timur Sultan
Timur Sultan fou kan de Coràsmia a l'Aral, en oposició a Shir Ghazi Khan. Era fill de Musi Khan i possiblerebesnet d'Abu l-Ghazi Bahadur Khan.
En ser assassinat el seu pare pels khivans, va fugir amb el seu germà gran a Bukharà vers 1706; el seu germà fou nomenat kan de Balkh vers 1707; Timur va restar a Bukharà fins que després d'una conspiració que pretenia posar al tron del kanat de Bukharà al kan de Khivà, Shir Ghazi Khan, que fou avortada, els bukharians el van aixecar com a pretendent al tron de Khiva tenint el seu suport a l'Aral, entre els aralians i karakalpaks; sobre els aralians el seu pare havia estat kan abans de ser-ho de Khivà.
Shir Ghazi va recórrer a un uzbek de la seva confiança (que havia instigat la mort de Cherkaski) al que va subornar (i del qual no s'esmenta el nom, només el títol de Biy (cap); va escortar juntament amb tres uzbeks més a una dama a la que Timur Sultan tenia en alta estimació i això li va fer guanyar la confiança del pretendent; es va fer passar per partidari seu però en realitat el que volia era matar-lo per cobrar la recompensa promesa; es va oferir pel comandament de les tropes que havien de sorprendre a Shir Ghazi en un punt concret i va escriure al seu senyor per advertir-lo, però la carta fou interceptada i el cap infidel fou executat amb quatre conspiradors més; els seus caps foren enviats com a trofeu al kan de Bukharà.
Timur Sultan va atacar dues vegades la ciutat de Khivà però no la va poder ocupar. Shir Ghazi es va mantenir al tron mercès a la seva generositat amb els diferents caps. El seu plan per atacar Bukharà fou rebutjat pels seus homes i es va haver de limitar a intentar trencar l'aliança del kan amb Timur per mitjans diplomàtics.
Timur va alertar a Abu l-Faiz Muhammad Khan de Bukharà dels preparatius militars russos (contra Pèrsia, però que molts pensaven que podien ser contra Khivà) però fou advertit que si arribava el cas, els havia de rebre amablement i de cap manera molestar-los.
El 16 de març de 1725 l'italià al servei de Rússia, Beneveti, que era a Bukharà a punt d'anar a Khiva, va escriure al seu govern dient que Bukharà estava en condicions precàries i els carrers estaven en mans dels lladres, que l'antic governant de Balkh havia recuperat el poder i havia matat el germà de Timur Sultan, i es queixava de les condicions molt dures que havia aguantat des de 1723; també informava que Timur amb els aralians i els karakalpaks havia atacat per dues vegades la ciutat de Khivà però s'havia acabat retirant per manca de coratge.
Quan era a Khivà a l'estiu del 1725 Timur havia derrotat a les forces khivanes i es preparava per atacar la ciutat per tercer cop. Beneveti va sortir de Khivà l'agost i després ja no estenen més notícies, excepte les facilitades per uns esclaus russos alliberats: el 1728 es va preparar un plan entre els esclaus russos i perses per matar el kan i proclamar al kan d'Aral (Timur) de la dinastia tradicional arabshàhida. Aquest només tenia 5000 homes i no podia acabar de prendre el poder amb aquestes forces així que va acceptar encantat les propostes dels esclaus; els uzbeks van tenir notícies aviat del complot i van matar als russos abans que el kan d'Aral hagués iniciat el moviment. Vuitanta russos es van refugiar en una casa on foren assetjats i curts de menjar van pactar la sortida a canvi de la vida. El kan d'Aral va arribar a Khivà al cap de dos dies de la seva rendició, i en veure la lluita acabada, va retornar.
Shir Ghazi Khan va conservar el tron fins a 1732. El seu protector a Bukharà, Abu l-Faiz, va governar fins al 1747.